# 대구대서초등학교
대구대서초등학교(大邱大西初等學校)는 대한민국 대구광역시 달서구 상인동에 있는 공립 초등학교이다.

## 역사
- 1990.12.05 ‘대구대서국민학교’ 설립인가
- 1992.09.02 ‘대구대서국민학교’ 개교
- 1996.03.01 ‘대구대서초등학교’로 명칭 변경